# Nehéz Ferenc
Nehéz Ferenc (Dunamocs, 1912. október 16. – Los Angeles, 1979. január 29.) író, újságíró.

## Élete
Újságírói pályáját mint a Komáromi Lapok munkatársa, majd szerkesztője kezdte. Az 1940-es évek elején a Jókai Közművelődési és Múzeum Egyesület főtitkáraként, majd a Szlovákiai Magyar Kultúregyesület központi titkáraként tevékenykedett. Egy időben ő kezelte a komáromi múzeumi gyűjteményeket is.
A háború után Nyugatra menekült, 1951-ben az Egyesült Államokban telepedett le. 1966-tól az Árpád Akadémia tagja volt.
A két világháború között a cikkeit a Prágai Magyar Hírlap, a Magyar Család és a Magyar Minerva közölte. Későbbi írásai emigráns lapokban, az Új Világ, Magyar Hírlap (Buenos Aires), Nemzetőr, Katolikus Magyarok Vasárnapja, Krónika, Magyar Élet és az Itt-Ott hasábjain jelentek meg. Regényei, elbeszéléskötetei jelentek meg.

## Emlékezete
- Művei újabb kiadásokban jelentek meg
- 2008-ban Dunamocson adták át mellszobrát[3]

## Főbb művei
- Kis lak áll a nagy Duna mentében. Novellák; Unió Ny., Komárom, 1942
- Sorsok a viharban; Központi Sajtóvállalat, Bp., 1943 (Új Élet regénytár 314.)
- A mérkőzés elmarad; Központi Sajtóvállalat, Bp., 1943 (Új Élet regénytár 329.)
- Csak a nóta a miénk. Regény; Magyar Népművelők Társasága, Bp., 1944 (Érdekes regények Röptében a világ körül)
- Ne sírjál, Rozika! Regény (Youngstown, 1962)
- Szeressétek egymást (Los Angeles, 1966)
- Hazátlan rozmaring. Elbeszélések (Los Angeles, 1968; 1971)
- Csabagyöngye. Elbeszélések (Cleveland, 1970)
- Aranydió (Los Angeles, 1975)
- Ezüstkönny. Életrajzi regény (Los Angeles, 1977)
- Két harangszó ölelkezett... Elbeszélések; szerk. Szutor Ágnes; Kráter, Pomáz, 2008
- Ezüstkönny; Kráter, Pomáz, 2010

## Szakirodalom
- Mácza Mihály 2018: Komáromi anziksz. Komárom, 272-273. (Dunatáj 2008. február 1.)
- Tűz Tamás: A hazátlan író. Irodalmi Újság 1969/13.
- Juhász József: N. F. (Krónika, 1980/1. sz.)
- Magyar életrajzi lexikon